# Rvssian
Rvssian (vormals RUSSIAN; * in Kingston als Tarik Johnston) ist ein jamaikanischer Musikproduzent.

## Karriere
Johnston wuchs in der jamaikanischen Hauptstadt Kingston auf, umgeben von Reggae, Dancehall und Hip-Hop; sein Vater war Mitbegründer des Reggae-Labels Micron Music Limited. Zunächst sammelte er Erfahrungen als DJ, bis er nach dem Abschluss der Schule eine professionelle Musikkarriere einschlug. Schon bald ging er eine Partnerschaft mit dem Musiker Vybz Kartel ein, für den er 2010 Life Sweet produzierte – sein Durchbruch als Musikproduzent. Später gründete er sein eigenes Label Head Concussion Records. Mit Wine Slow, gesungen von Gyptian (2009), gelangte Rvssian insbesondere im lateinamerikanischen Musikmarkt zu größerer Bekanntheit: 2014 zeichnete er für Passion Whine, eine Kollaboration zwischen Farruko und Sean Paul, verantwortlich. Des Weiteren produzierte er auch für Shaggy, Dizzee Rascal, Bad Bunny oder Nicky Jam.
2018 erreichte er zusammen mit dem Trap-Star Sfera Ebbasta und dem Lied Pablo die Chartspitze in Italien.

## Diskografie
Alben
- 2022: Italiano

Singles
- 2016: Privado (feat. Nicky Jam, Arcángel, Konshens & Farruko, US: ×3Dreifachplatin (Latin) )
- 2017: Krippy Kush  (Remix) (mit Farruko & Bad Bunny feat. Nicki Minaj & 21 Savage)
- 2017: Si tu lo dejas (feat. Nicky Jam, Farruko, Arcángel & Konshens, US: ×6Sechsfachplatin (Latin) )
- 2018: Pablo (mit Sfera Ebbasta)

Gastbeiträge
- 2019: Next to You (Digital Farm Animals & Becky G feat. Rvssian)
- 2019: Writing on the Wall (French Montana feat. Post Malone, Cardi B & Rvssian)
- 2021: Nostálgico (mit Rauw Alejandro & Chris Brown, US: ×8Diamant + Achtfachplatin (Latin) )
- 2024: Santa (mit Rauw Alejandro & Ayra Starr, US: ×6Diamant + Sechsfachplatin (Latin) )

## Belege
1. 1 2  Chartquellen: Schweiz UK Italien US
2. ↑  Auszeichnungen für Musikverkäufe: IT US
3. ↑  Elia Alovisi: Chi è Rvssian, il produttore di “Pablo” di Sfera Ebbasta? In: Noisey. Vice, 24. Juli 2018, abgerufen am 27. Juli 2018 (italienisch).
4. ↑  Nazuk Kochhar: How Rvssian went from dancehall prodigy to Latin pop hitmaker. In: The Fader. 19. Dezember 2017, abgerufen am 27. Juli 2018 (englisch).

| Personendaten    | Personendaten                                          |
| ---------------- | ------------------------------------------------------ |
| NAME             | Rvssian                                                |
| ALTERNATIVNAMEN  | RUSSIAN (Pseudonym); Johnston, Tarik (wirklicher Name) |
| KURZBESCHREIBUNG | jamaikanischer Musikproduzent                          |
| GEBURTSDATUM     | 20. Jahrhundert                                        |
| GEBURTSORT       | Kingston, Jamaika                                      |